# Ионафан (Руднев)
Епи́скоп Ионафа́н (в миру Иоа́нн Нау́мович Ру́днев; 18 апреля 1816, село Вязовик, Ливенский уезд, Орловская губерния — 19 октября [1 ноября] 1906, Спасо-Преображенский монастырь (Ярославль)) — епископ Русской православной церкви, епископ Олонецкий и Петрозаводский, архиепископ Ярославский и Ростовский.

## Биография
Родился в 1816 году в семье псаломщика Орловской губернии.
Обучался в Орловской духовной семинарии (1839). В 1843 году окончил Киевскую духовную академию со степенью кандидата богословия.
30 ноября 1843 года назначен смотрителем Белгородского духовного училища.
С 21 сентября 1846 года — учитель Орловской духовной семинарии.
Был женат. Овдовев, 30 сентября 1853 года постригся в монашество с именем Ионафан, 3 октября рукоположен во иеромонаха.
С 6 мая 1855 года — инспектор Орловской духовной семинарии.
С 6 октября 1860 года — ректор Вологодской духовной семинарии и архимандрит Спасо-Прилуцкого монастыря.
С 31 марта 1864 года — ректор Олонецкой духовной семинарии.
4 сентября 1866 года в Александро-Невской Лавре хиротонисан во епископа Кинешемского, викария Костромской епархии.
С 29 августа 1869 года — епископ Олонецкий и Петрозаводский. Епископу Ионафану досталась обширная, но небогатая епархия.
В 20-ти беднейших приходах, благодаря жертвователям, привлечённым епископом Ионафаном, были построены новые церкви с домами для причта и школами. Постоянно совершал поездки по епархии, освящал новые и отремонтированные храмы, служил в отдалённых приходах в дни престольных праздников, говорил проповеди, встречался с паствой.
С 28 февраля 1877 года — епископ Ярославский и Ростовский.
15 мая 1883 года возведён в сан архиепископа.
15 мая 1894 года награждён бриллиантовым крестом для ношения на клобуке.
С 1893 года — почётный член Московской духовной академии.
С 1895 года — почётный член Казанской духовной академии.
Благодаря его почину в Ярославской епархии открыта эмеритальная касса, епархиальный свечной завод, противораскольническое братство Димитрия Ростовского. Устроил в Ярославле епархиальное женское училище. Его попечением обстроены Ростовское и Угличское духовные училища. Много потрудился над восстановлением и обновлением святынь и исторических памятников Ростова Великого.
26 ноября 1903 года уволен на покой в Ярославский Преображенский монастырь.
Скончался 19 октября 1906 года на 91 году жизни после 62-летнего служения Церкви. Погребен в Спасском монастыре. После Великой Отечественной войны его останки были перенесены на городское кладбище на Туговой горе.

## Сочинения
- Архипастырское воззвание. "Приб. к «ЦВ» 1889, № 42, стр.1268.
- Пастырское послание возлюбленным о Христе пастырям Ярославской церкви. "Приб. к «ЦВ» 1890, № 29, с. 921.
- Поучение в день памяти страдальческой кончины святого благоверного князя царевича Димитрия Угличского. // "Приб. к «ЦВ» 1891, № 24, с. 771.